# غوبرنيه خولم

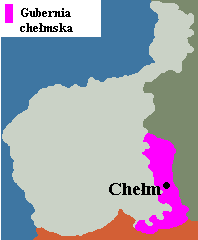
غوبرنيه خولم (بالوردي)

غوبرنيه خولم أو غوبرنيه شيلم ((بالروسية: Холмская Губерния)‏)(Kholmskaya Guberniya), ((بالبولندية: gubernia chełmska)‏) كان وحدة إدارية (غوبرنيه) في الامبراطورية الروسية. كانت عاصمته خولم (بالروسية والاكرانية: Холм Kholm)
أنشئ الغوبرنيه باتحاد الأجزاء الشرقية من غوبرنيه سيدلس وغوبرنيه لوبلين في 1912. انفصل الغوبرنيه عن كراي بريفلينسكي لينظم إلى غوبرنيه كييف لتسهيل عملية الترسو لتحويل السكان من الكاثوليكية إلى الارثدوكسية.
وفق إحصاء سنة 1897 كان غالبية السكان من الأوكرانيين.

## وصلات خارجية
- (بالروسية) الوثيقة الرسمية لإنشاء غوبرنيه خولم